# Wolfgang Finkelnburg
Wolfgang Karl Ernst Finkelnburg (Bonn, 5 de junho de 1905 — Erlangen, 7 de novembro de 1967) foi um físico experimental alemão.

## Obras
- Kontinuierliche Spektren. Springer, 1938.
- Einführung in die Atomphysik. Springer, 1948. 12. Auflage 1967 (englisch Structure of Matter. Academic Press 1964.)
- Hochstromkohlebogen. Physik und Technik einer Hochtemperatur-Bogenentladung. Springer, 1948.
- Atomic Physics. McGraw-Hill, 1950.
- Der Physiker. Moderne Industrie, 1967.